# Kategoria e Parë 1995-1996
La Kategoria e Parë 1995-1996 fu la 57ª edizione della massima serie del campionato albanese di calcio disputata tra il 2 settembre 1995 e l'8 maggio 1996 e conclusa con la vittoria del Tirana, al suo sedicesimo titolo.
Capocannoniere del torneo fu Altin Çuko (5 col Tomori e 16 col Laçi) con 21 reti.

## Formula
Il numero di squadre partecipanti passò da 16 a 18 e disputarono un turno di andata e ritorno per un totale di 34 partite. Le vittorie in trasferta valevano 3 punti.
Le ultime due classificate furono retrocesse in Kategoria e Dytë.
La Dinamo Tirana cambiò nome in Olimpik.
Le squadre qualificate alle coppe europee furono tre: la vincente del campionato e la seconda classificata furono ammesse alla Coppa UEFA 1996-1997 e la vincente della coppa d'Albania alla Coppa delle Coppe 1996-1997.

## Squadre
| Squadra             | Città        | Stadio | Stagione 1994-1995 |
| ------------------- | ------------ | ------ | ------------------ |
| KS Elbasani         | Elbasan      |        | 12°                |
| Tirana              | Tirana       |        | Campione d'Albania |
| KF Partizani Tirana | Tirana       |        | 3°                 |
| Olimpik Tirana      | Tirana       |        | 8°                 |
| Flamurtari          | Valona       |        | 4°                 |
| Vllaznia            | Scutari      |        | 11°                |
| Teuta Durrës        | Durazzo      |        | 2°                 |
| Tomori              | Berat        |        | 9°                 |
| Albpetrol           | Patos        |        | 6°                 |
| Besa Kavajë         | Kavajë       |        | 15°                |
| Apolonia            | Fier         |        | 10°                |
| Shkumbini           | Peqin        |        | 7°                 |
| KF Laçi             | Laç          |        | 14°                |
| Besëlidhja          | Alessio      |        | 13°                |
| Shqiponja           | Argirocastro |        | 5°                 |
| Sopoti              | Librazhd     |        | Kategoria e Dytë   |
| Skënderbeu          | Coriza       |        | Kategoria e Dytë   |
| KS Kastrioti        | Croia        |        | Kategoria e Dytë   |

## Classifica finale
|                    | Pos. | Squadra     | Pt | G  | V  | Vt | N  | P  | GF | GS | DR  |
| ------------------ | ---- | ----------- | -- | -- | -- | -- | -- | -- | -- | -- | --- |
| Albania (bandiera) | 1.   | Tirana      | 55 | 34 | 19 | 7  | 10 | 5  | 52 | 22 | +30 |
|                    | 2.   | Teuta       | 54 | 34 | 20 | 4  | 10 | 4  | 50 | 22 | +28 |
|                    | 3.   | Partizani   | 46 | 34 | 16 | 5  | 9  | 9  | 43 | 24 | +19 |
|                    | 4.   | Flamurtari  | 45 | 34 | 17 | 5  | 6  | 11 | 42 | 35 | +7  |
|                    | 5.   | Olimpik     | 41 | 34 | 15 | 3  | 8  | 11 | 42 | 30 | +12 |
|                    | 6.   | Apolonia    | 37 | 34 | 12 | 4  | 9  | 13 | 46 | 44 | +2  |
|                    | 7.   | Besa        | 35 | 34 | 12 | 2  | 9  | 13 | 29 | 31 | -2  |
|                    | 8.   | Sopoti      | 34 | 34 | 11 | 3  | 9  | 14 | 35 | 47 | -12 |
|                    | 9.   | Shkumbini   | 33 | 34 | 12 | 0  | 9  | 13 | 43 | 40 | +3  |
|                    | 10.  | Vllaznia    | 32 | 34 | 9  | 1  | 13 | 12 | 30 | 36 | -6  |
|                    | 11.  | Albpetrol   | 32 | 34 | 12 | 1  | 7  | 15 | 30 | 48 | -18 |
|                    | 12.  | Laçi        | 31 | 34 | 13 | 1  | 4  | 17 | 49 | 53 | -4  |
|                    | 13.  | KS Elbasani | 31 | 34 | 10 | 1  | 10 | 14 | 35 | 41 | -6  |
|                    | 14.  | Tomori      | 31 | 34 | 11 | 0  | 9  | 14 | 34 | 40 | -6  |
|                    | 15.  | Shqiponja   | 31 | 34 | 13 | 3  | 6  | 17 | 34 | 41 | -7  |
|                    | 16.  | Skënderbeu  | 31 | 34 | 13 | 2  | 3  | 18 | 35 | 49 | -14 |
|                    | 17.  | Kastrioti   | 30 | 34 | 11 | 2  | 6  | 17 | 30 | 40 | -10 |
|                    | 18.  | Besëlidhja  | 27 | 34 | 9  | 0  | 9  | 16 | 24 | 40 | -16 |

Legenda:

      Campione d'Albania
      Ammesso alla Coppa delle Coppe
      Ammesso alla Coppa UEFA
      Retrocesso in Kategoria e Dytë
Note:

Due punti a vittoria, uno a pareggio, zero a sconfitta.
Tre punti per le vittorie in trasferta.

## Verdetti
- Campione: Tirana
- Qualificata alla Coppa UEFA: Tirana, Teuta
- Qualificata alla Coppa delle Coppe: Flamurtari
- Retrocessa in Kategoria e Dytë: Kastrioti, Besëlidhja